# 도리를 찾아서
《도리를 찾아서》(영어: Finding Dory)는 2016년 개봉한 미국의 3D 컴퓨터 애니메이션 코미디 모험 영화로, 픽사가 제작하고 월트 디즈니 픽처스가 배급하였다. 2003년 영화 《니모를 찾아서》의 속편이다.

## 줄거리
니모를 함께 찾으면서 베스트 프렌드가 된 도리와 말린은 우여곡절 끝에 다시 고향으로 돌아가 평화로운 일상을 보내고 있다. 모태 건망증 도리가 ‘기억’이라는 것을 하기 전까지! 도리는 깊은 기억 속에 숨어 있던 가족의 존재를 떠올리고 니모와 말린과 함께 가족을 찾아 대책 없는 어드벤처를 떠나게 되는데… 깊은 바다도 막을 수 없는 스펙타클한 어드벤처가 펼쳐지는 이야기

## 목소리 출연
- 엘런 디제너러스 - 도리
- 이드리스 엘바 - 바다사자 플루크

## 한국어 출연
- 장우영 - 도리
- 김환진 - 말린
- 임규성 - 니모
- 이장원 - 행크
- 사성웅 - 베일리 / 버블즈
- 은정 - 데스티니
- 엄채원 - 아기 도리
- 김미랑 - 10대 도리
- 김승준 - 찰리
- 오인실 - 제니
- 위훈 - 레이 선생님 / 거글
- 정윤혁 - 스쿼트
- 장광 - 크러쉬
- 한복현 - 플루크 / 블로트
- 정현경 - 아내 물고기
- 정승욱 - 남편 물고기 / 남편 게 / 길
- 박상훈 - 러더 / 피치 / 자크 / 트럭 손님 / 썬피쉬
- 김율 - 마린걸 (시고니 위버)
- 조경이 - 뎁 / 치킨피쉬
- 기타출연 - 황로이, 이지우, 김에스더, 윤승욱, 김철한, 이대원, 류수화, 도승은

## 삽입곡
- 루이 암스트롱의 What A Wonderful World

## 우리말 제작
- 감독 : 박원빈
- 번역 : 민숙원
- 음악감독 : 김재우
- 노래번역 : 민숙원
- 녹음 스튜디오 : 애드원 스튜디오
- 믹싱 스튜디오 : Shepperton International
- 크리에이티브 슈퍼바이저 : 이유미
- 한국어 제작 : Disney Character Voices International, Inc.

## 제공
- 수입/배급 : 월트 디즈니 컴퍼니 코리아(주)
- 제작 : 월트 디즈니 픽처스/픽사 애니메이션 스튜디오

## 같이 보기
- 니모를 찾아서 (시리즈)